# Motorolja

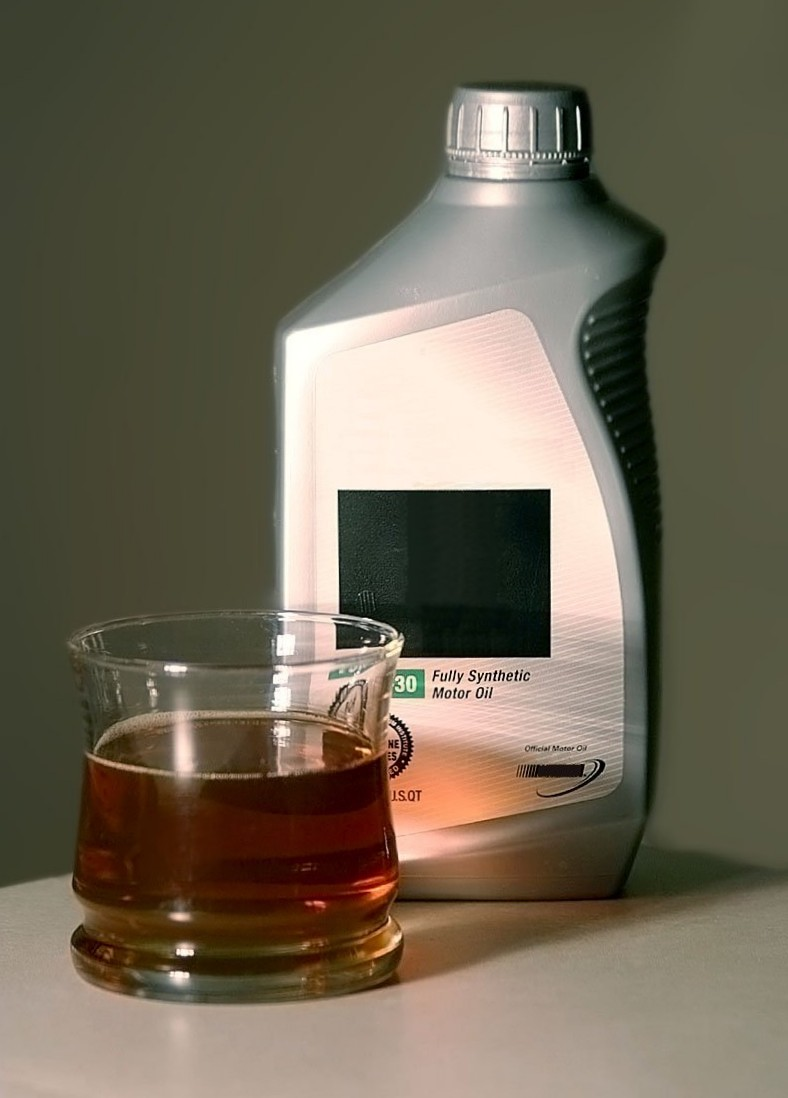
Motorolja

Motorolja är smörjolja som är avsedd för förbränningsmotorer. Den tillverkas vanligtvis av petroleum.

## Motoroljans uppgifter
Motoroljan har flera uppgifter. En uppgift är att smörja, det vill säga att hålla friktionsytorna i motorn åtskilda. En annan är att kyla genom att transportera bort värme. En tredje är att skydda motordelar mot korrosion. En fjärde uppgift är att minska vibrationerna och därmed dämpa motorljudet. Motoroljan har även en rengörande funktion.

## Krav på motoroljor
Motoroljor måste arbeta under svåra förhållanden. De måste vara pumpbara vid låga temperaturer och ändå ha förmågan att bilda en smörjfilm vid höga temperaturer. Deras viskositet får alltså inte variera för mycket med temperaturen.

## Olika typer av motorolja
Moderna motoroljor har idag i tre klassificeringar: 
- grupp III som är mineralolja eller gas to liquid som är ett kemiskt sätt att framställa paraffinolja av metangas.
- grupp IV är en PAO (poly-alfa-olefin).
- grupp V som är mycket ovanlig (estrar eller diestrar ).

SAE 10w-40 är ingen kvalitetsbeteckning utan en viskositetsklass. De multigrade-oljor som finns idag sträcker sig genom många temperaturområden och har ett mycket högt viskositetsindex, vilket gör att man slipper byta mellan sommar- och vinterolja.

### ACEA-systemet (Association des Constructeurs Européens d'Automobiles)
Detta system är framtaget för europeiska fordon och ersätter det tidigare CCMC-systemet. ACEA delar in motoroljor i tre klasser, en för bensinmotorer (beteckning A), en för lättare dieselmotorer (beteckning B) och en för tunga dieselmotorer (beteckning E). 
- A1 Motorolja av samma kvalitet som A2, men med lägre krav på skjuvstabilitet och avdunstning. Klassen är avsedd för så kallade lågfriktionsoljor med låg viskositet.
- A2 Uppgradering av CCMC G4. Kvalitetsnivån uppfyller minimikraven för majoriteten av europeiska bilar.
- A3 Uppgradering av CCMC G5. Oljorna uppfyller de högsta kraven för slitageskydd, oxidationsstabilitet samt ger låg avdunstning och nedskjuvning.

- B1 Motorolja för lätta dieselmotorer med samma kvalitetsnivå som B2, men med lägre krav på skjuvstabilitet och avdunstning. Klassen är avsedd för så kallade lågfriktionsoljor med låg viskositet.
- B2 Uppgradering av CCMC PD2. Kvalitetsnivån uppfyller minimikraven för majoriteten av europeiska lätta dieselmotorer.
- B3 Uppgradering av CCMC PD2. Oljorna uppfyller de högsta kraven för slitageskydd, oxidationsstabilitet samt ger låg avdunstning och nedskjuvning.
- B4 Uppfyller de högsta kraven för den nya typen av personbilsdieslar men också flera högt ställda bensinmotorkrav.
- C3-oljor är Top Tier lägre SAPS-värden. De är konstruerade för användning i högpresterande bensin- och lätta dieselmotorer där avancerade efterbehandlingssystem som dieselpartikelfilter (DPF) och trevägskatalysator (TWC) används. Dessa oljor är typiska SAE 5W-30 eller SAE 5W-40 baserade på grupp III-basoljor. De är vanligtvis i kombination med en rad OEM-specifikationer : Daimler MB-Approval 229.31 / Daimler MB-Approval 229.51 / Volkswagen VW50200 / Volkswagen VW50500 Volkswagen VW50501 / BMW Longlife 04 / Porsche (SAE 5W-40 only). (SAPS= Sulphated Ash, Phosphorus, Sulphur)
- C2 Samma som ACEA C3 men bara SAE 5W-30. Ger lägre slitageskydd men bättre bränsleekonomiförbättring.
- C1 Samma som ovan men denna norm har klarat de högsta värdena i slitageskydd, slamhantering och bränsleekonomiförbättring
- E1 Motorolja för tunga dieselmotorer. Kvalitetsnivån överensstämmer i stort med tidigare CCMC D4 och är i första hand avsedd för äldre motorer och normala bytesintervaller. Numera borttagen.
- E2 Uppgradering av CCMC D5. Oljorna uppfyller högre krav än E1 beträffande cylinderpolering, renhet och sothantering. Klassen är avsedd för dieselmotorer både med och utan turbo, som arbetar under hårda förhållanden.
- E3 är en markant uppgradering av CCMC D5 i form av förbättrat skydd mot cylinderpolering, renhet av kolvar, slitageskydd och sothantering. Oljorna är avsedda för miljömotorer, EURO II, som arbetar under hårda förhållanden och med förlängda bytesintervaller.
- E4 Som E3 men med bland annat bättre sothantering. För motorer som arbetar under hårda förhållanden och med extra förlängda bytesintervaller.
- E5 Högsta kvalitetsnormen. E5 är en allmän uppgradering av E3, anpassad för Euro III-motorer. Samma bytesintervall som E3, ej extra förlängda.

## Livslängd
Eftersom motoroljan har en rengörande funktion, blandas den med tiden upp med främmande ämnen. Därför måste den bytas med jämna mellanrum. Då skall i regel även motorns oljefilter bytas. Oljebytesintervallen specificeras av motortillverkaren. Under vissa motorers inkörningsperiod måste oljan bytas oftare än när motorn är inkörd.

## Longlife
Longlife-oljor är en term som kom under 1990-talet och idag har nästan alla motortillverkare ett longlife-bytesintervall. Man ska dock uppfylla alla normer för att kunna använda sig av denna och ändå uppfylla garantivillkor.
VW:s villkor:
- till största delen långresor.
- begränsat antal kallstarter och motorvärmaruttag används mellan resorna.
- sällan kortare resor än 50 km.
- jämn körstil.
- fordonet skall användas dagligen.

Volvo säger att longlife-bytesintervall kan användas vid gynnsamma förhållanden. 
Ogynnsamma körförhållanden kan till exempel vara:
- kortare körsträckor än 10 km
- temperaturer under 5 °C
- mycket kökörning och tomgångskörning (stadskörning)
- hög motortemperatur, till exempel vid körning med husvagn eller annat släp.

## Oljenivå
Motorn förbrukar en viss mängd olja under körning. Oljenivån bör därför kontrolleras med jämna mellanrum. Detta har under lång tid gjorts med en oljesticka, men nivåavkännare har på senare år till stor del gjort oljestickan onödig, så att den försvunnit på nyare bilar.

## Tvåtaktsmotorer
Tvåtaktsmotorer måste på grund av sin konstruktion smörjas enligt en annan princip. Detta sker genom att smörjoljan tillsätts bränslet eller pumpas separat till smörjytorna.